# 5 Dywizjon Artylerii Konnej

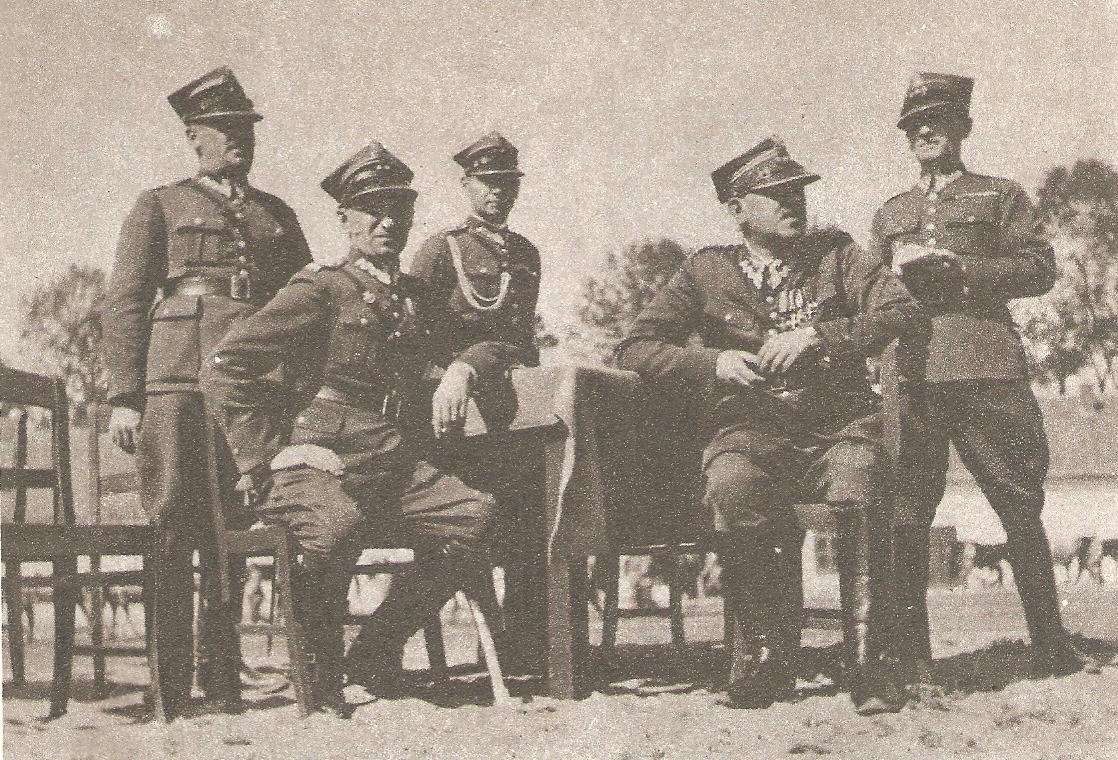
Grupa oficerów 5 dywizjonu artylerii konnej z dowódcą Krakowskiej Brygady Kawalerii płk. Zygmuntem Piaseckim (siedzi z prawej). Następnie stoją: por. Stefan Dąbrowski, ppłk Karol Pasternak, mjr Józef Korus

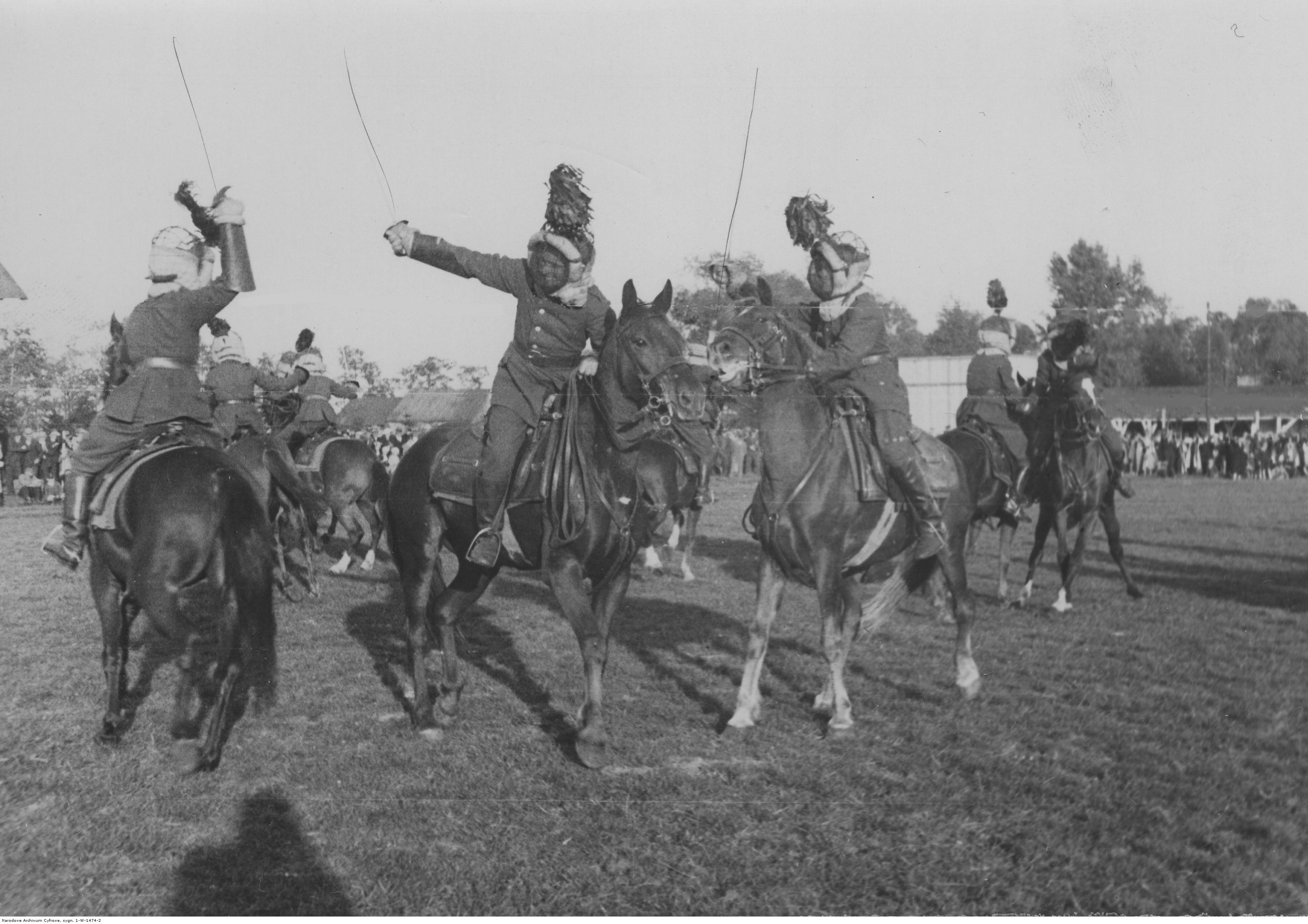
Popisy kawaleryjskie w 5 Dywizjonie Artylerii Konnej w Krakowie - pojedynek kawaleryjski

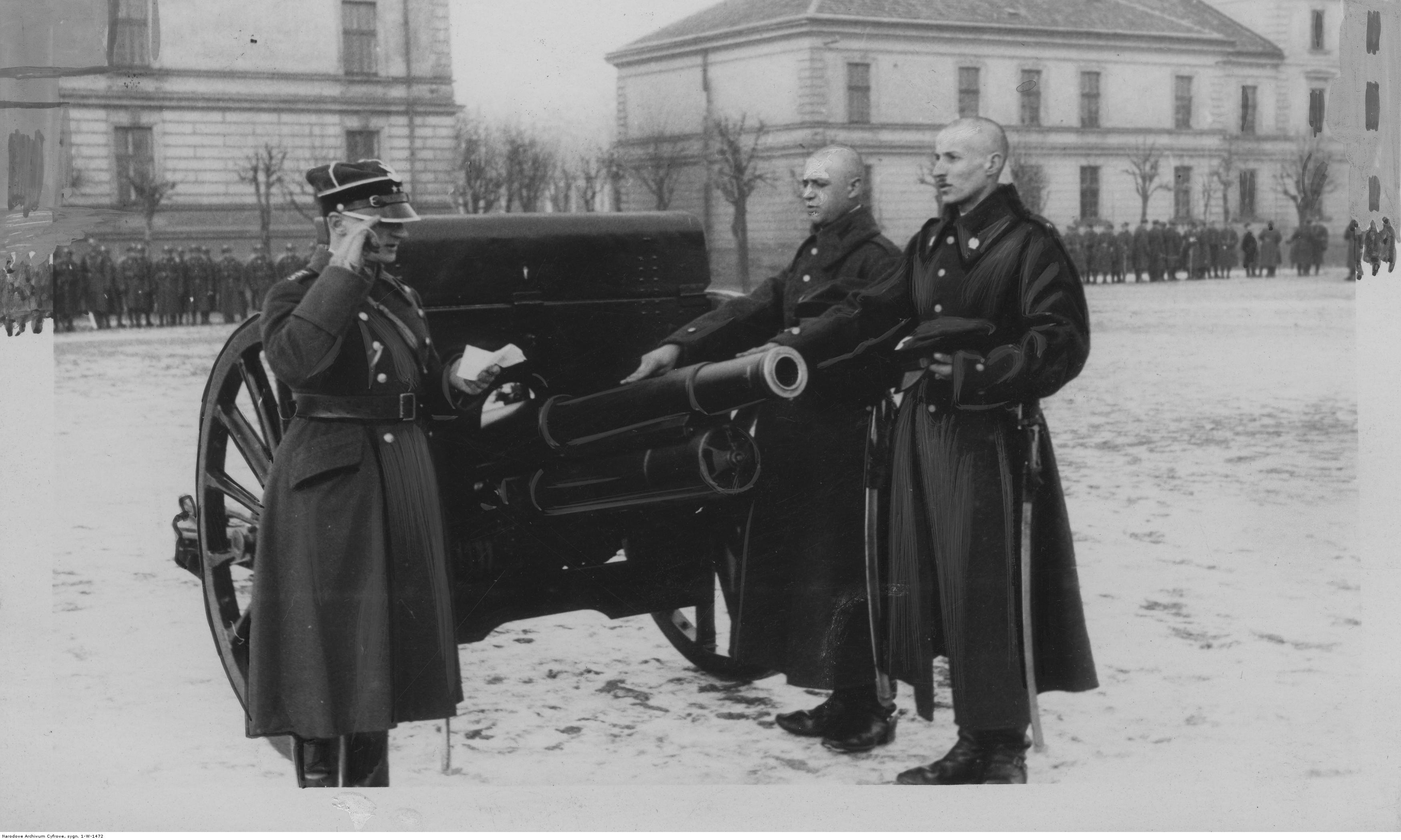
Uroczystość zaprzysiężenia rekrutów w 5 dak w Krakowie - przysięga na 75 mm armatę wz. 1902/26

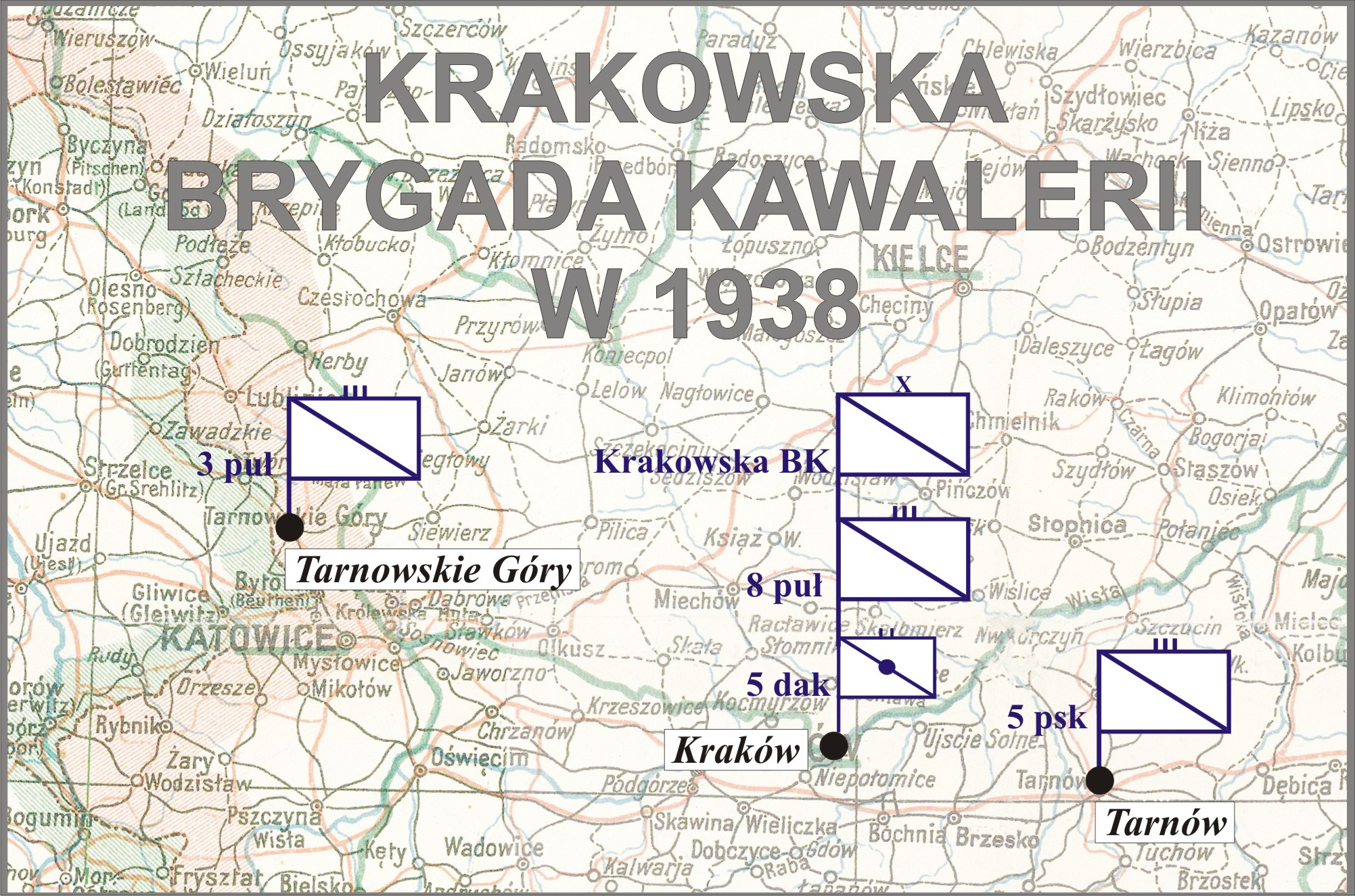
Krakowska BK w 1938

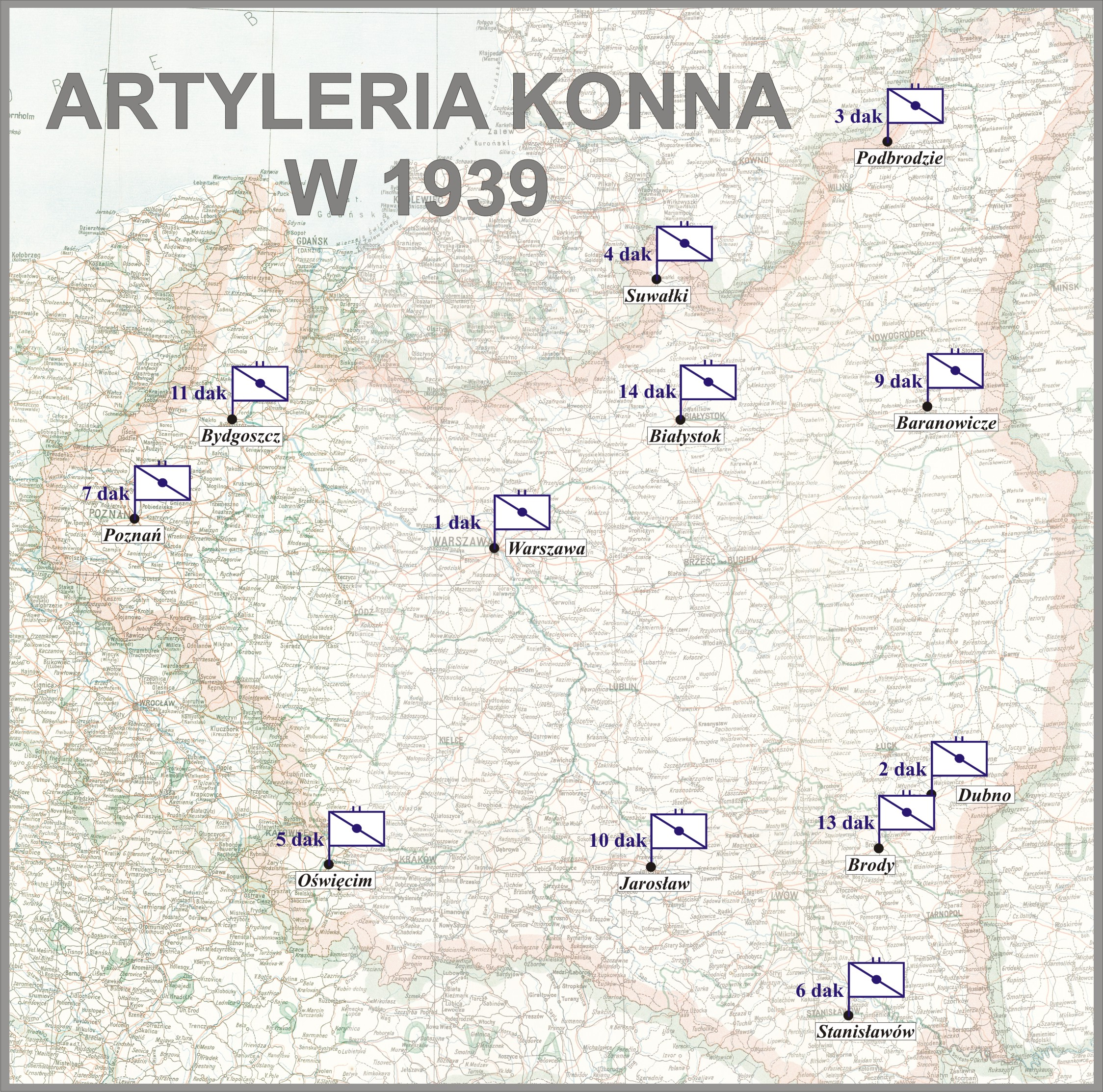
Artyleria konna Wojska Polskiego w 1939 przed wybuchem II wojny światowej

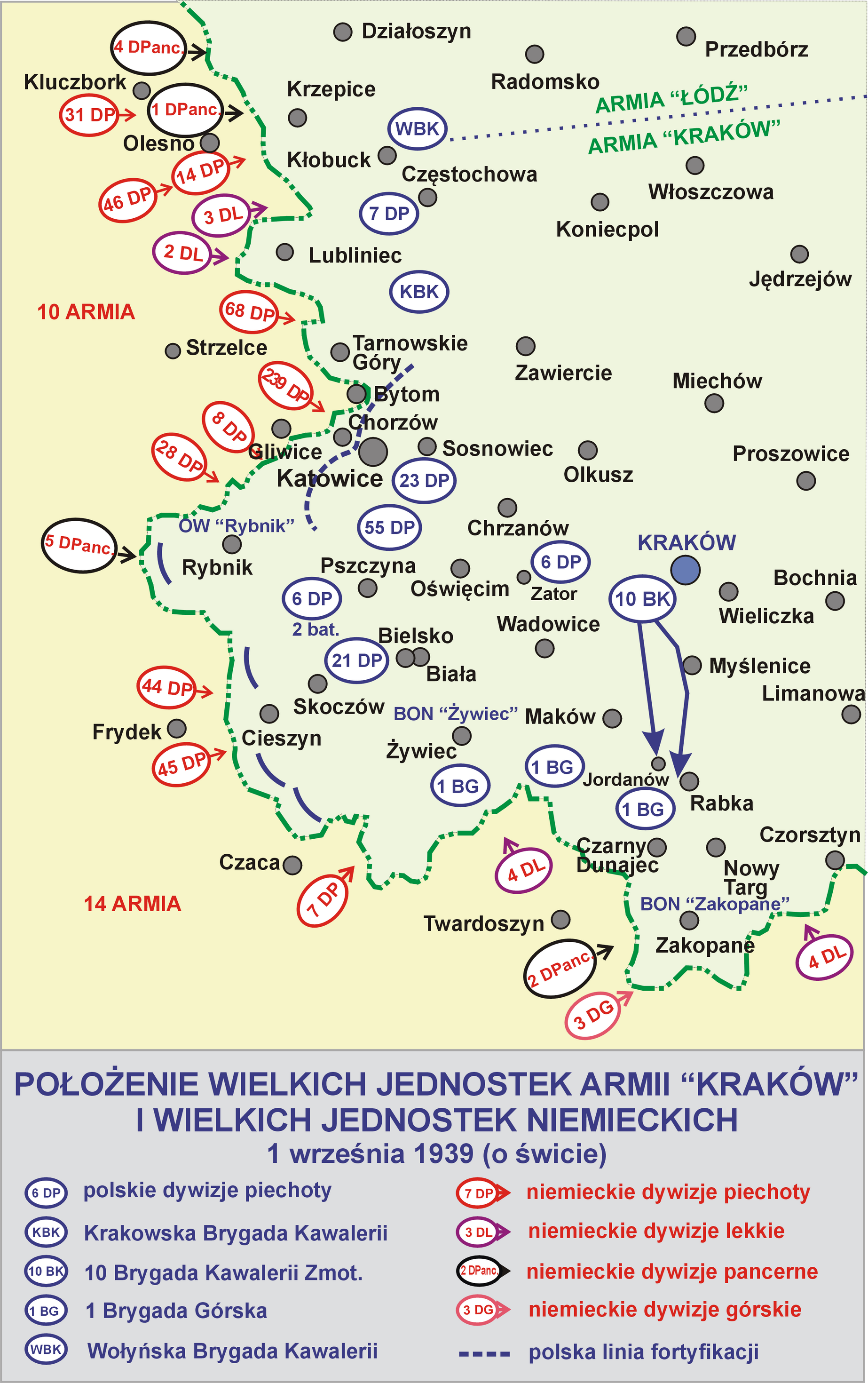
Dywizjon walczył w składzie Krakowskiej Brygady Kawalerii

5 dywizjon artylerii konnej (5 dak) – oddział artylerii konnej Wojska Polskiego w II Rzeczypospolitej.

## Historia dywizjonu
Zaczątkiem dywizjonu była 5 bateria 8 pułku artylerii polowej, sformowana w połowie listopada 1918 w Rembertowie i wydzielona z pułku. Dowódcą baterii, nazywanej później „odrębną baterią”, został kpt. Wacław Szalewicz, a oficerami porucznicy: Mikołaj Rodziewicz i Konstanty Koziełło oraz podporucznicy: Zygmunt Bohdanowski, Jan Ślósarski i Witold Płotnicki. 5 stycznia 1919 bateria wyjechała transportem kolejowym do Rawy Ruskiej, skąd forsownym marszem, idąc na końcu kolumny całego oddziału „Odsieczy Lwowa” gen. Jana Romera, dotarła do Lwowa. W lipcu 1919 roku 1 bateria 5 dak została skierowana do Staszowa w celu reorganizacji i uzupełnienia. Bateria przebywała w Staszowie do 27 października kiedy to transportem kolejowym została wysłana do Włocławka wchodząc w skład Frontu Pomorskiego mającego zając Pomorze przyznane Polsce na mocy traktatu wersalskiego. Na wyposażeniu baterii były wówczas 4 działa z jaszczami, 2 karabiny maszynowe i 14 wozów. W sierpniu 1919 w Staszowie została również zorganizowana 2 bateria 5 dak. Powstała na bazie baterii konnej kapitana Jerzego Golikowa utworzonej w styczniu 1919 podczas walk na Ukrainie. W Staszowie zostało zorganizowane równie dowództwo 5 dak. Dowódcą 5 dak został wyznaczony kapitan Józef Klukowski. Po osiągnięciu gotowości bojowej 2 bateria wraz z dowództwem 5 dak została 25 czerwca 1920 skierowana do Równego, gdzie została przydzielona do 3 Dywizji Piechoty Legionów.
Po zakończeniu wojny polsko-bolszewickiej dywizjon stacjonował na terenie Okręgu Korpusu Nr V w garnizonie Kraków, na Zakrzówku, a od wiosny 1939 w Oświęcimiu.
W 1921 funkcjonował w strukturze 1 pułku artylerii konnej. Pod względem wyszkolenia fachowego dywizjon podporządkowany był dowódcy 5 Grupy Artylerii.
Święto dywizjonu obchodzono 16 czerwca.

## 5 dak w kampanii wrześniowej

### Mobilizacja
Pierwszym elementem mobilizacji dla 5 dak, było sformowanie z żołnierzy służby czynnej na bazie 3 baterii, tzw. „baterii alarmowej”. Sformowano ją na etacie wojennym z plutonów wystawionych przez 3 i 1 baterie oraz pluton łączności dywizjonu. Bateria do 6 sierpnia stacjonowała w koszarach dywizjonu w Oświęcimiu. Po tej dacie wymaszerowała do Mierzęcina na wschód od Tarnowskich Gór jako wsparcie dla 3 pułku ułanów. 24 sierpnia o godz. 4.00 zarządzona została mobilizacja alarmowa w 5 dywizjonie artylerii konnej. Dywizjon do etatów wojennych mobilizował się w garnizonie Oświęcim, w grupie żółtej, w czasie od A+24 do A+36. Dodatkowo w tej samej grupie w czasie A+48 mobilizowane były:
- drużyna parkowa uzbrojenia nr 541,
- kolumna taborowa kawaleryjska nr 546.

W ramach I rzutu mobilizacji powszechnej do jej 6 dnia miały zostać zmobilizowane:
- pluton marszowy 1/5 dak,
- pluton marszowy 1/7 dak[9].

Część pododdziałów mobilizowała się poza koszarami, np. 2 bateria w miejscowości Brzeszcze 8 km od Oświęcimia. Część koni i wozów było w dobrym stanie np. dla 2 baterii, część w złym stanie głównie dla kolumny taborowej, drużyny parkowej uzbrojenia i własnego taboru żywnościowego. W nich głównie wystąpiły opóźnienia. Jednostki mobilizowane zostały zebrane w koszarach wieczorem 25 sierpnia, bez 3 baterii. Nocą 25/26 sierpnia dywizjon wymaszerował przez Chrzanów do Maczek, następnie w kierunku Zawiercia. 27 sierpnia 5 dak osiągnął Rokitno Szlacheckie. 28 sierpnia stan osobowy dywizjonu został zaprzysiężony. 3 bateria wraz z 3 puł. wykonały marsz do Koszęcina, po drodze dokonano zamiany II plutonu 1 baterii stanu czynnego, ze składu 3 baterii, na taki sam pluton pochodzący z mobilizacji z 1 baterii. 29 sierpnia 5 dak bez 3 baterii pomaszerował przez Zawiercie, Myszków, Kozie Głowy, w nocy dotarł do wsi Koziegłówki, Mysłów i Ostek. Tego samego dnia bateria 3/5 dak zajęła stanowiska ogniowe na zachodnim skraju lasu na wschód od Koszęcina. Krakowska Brygada Kawalerii otrzymała zadanie osłony północnego skrzydła Armii „Kraków” na osi Woźniki – Zawiercie lub Siewierz. Główna pozycja przesłaniania Kamieńskie Młyny – Ligota – Woźniki. Dywizjon w składzie trzech baterii zajął stanowiska umożliwiające wsparcie obrony na tej pozycji.

### Działania bojowe

#### W obronie Śląska
1 września 3 bateria wspierała oddział osłonowy w składzie: 3 puł., batalionu ON „Lubliniec”, 51 dywizjonu pancernego i 5 szwadronu kolarzy. Obsadzającego pozycję na zachód od Koszęcin i Kalet. 3/5 dak zajmowała stanowiska ogniowe pomiędzy wsią Prądy, a folwarkiem Lipowiec. O świcie oddziały niemieckiej 4 Dywizji Piechoty prowadziły natarcie w kierunku stacji kolejowej w Koszęcinie. 3 bateria celnie ostrzelała niemiecką tyralierę zmuszając ją do odwrotu. Stanowiska baterii były niecelnie atakowane przez dwa niemieckie samoloty. Pomimo utrzymania swoich pozycji przez ułanów, Niemiecka 2 Dywizja Lekka opanowała Kalety i zagroziła okrążeniem oddziału osłonowego, wobec czego 3 bateria otrzymała rozkaz wycofania się poprzez Łazy, Babienica do Lubszy. W trakcie tego manewru znalazła się pod ostrzałem artylerii niemieckiej. O godz.7.00 5 dak (bez 3 baterii) zajął stanowiska ogniowe w pobliżu kolonii Mzyka, z punktem obserwacyjnym przy kapliczce na wzg. na północ od Woźnik i na wzg. na północ od Ligoty Woźnickiej. Ok. godz. 17.00 oddziały niemieckiej 2 DLek. zaatakowały obronę 5 pułku strzelców konnych pod Woźnikami. Baterie 1 i 2 wsparły ogniem obronę ostrzeliwując oddziały niemieckie i przyczyniły się do odparcia niemieckiego natarcia. Na przedpolu obrony 5 psk oddział niemiecki zajął cegielnię z której prowadził ostrzał z broni maszynowej. O godz.22.00 2 bateria zlikwidowała wszystkie źródła ognia w cegielni. Około południa 3 bateria ostrzelała kolumnę zmotoryzowaną na szosie z Sośnicy do Woźnik, po czym wycofała się po zmroku do Woźnik. Wieczorem 3 bateria zajęła stanowiska w rejonie Glazówki, wysuwając punkt obserwacyjny w pobliżu dywizjonowego i 2 baterii.
2 września o godz. 6.00 wykorzystując poranną mgłę 2 DLek. zaatakowała stanowiska 5 psk, wdarła się na stanowiska obronne 8 pułku ułanów i dotarła do szosy Gniazdów-Woźniki. Baterie 2 i 3 osłoniły ogniem odskok obsad punktów obserwacyjnych. Wprowadzona do natarcia niemiecka 3 DLek., zepchnęła ze stanowisk obronnych 8 puł. i zagroziła stanowiskom ogniowym 5 dak w rejonie Mzyka i dworu Czarny Las. Armaty przeciwpancerne ułanów i strzelców konnych oraz 1 i 2 baterie unieruchomiły ok. 20 pojazdów pancernych. Z uwagi na brak odwodów rozkazem gen. Zygmunta Piaseckiego 5 dak wycofał się w kierunku Zawiercia. 3/5 dak ok. godz. 8.00 wsparła obronę szwadronu 4/3 puł. w Woźnikach, zmuszając ogniem armat do odwrotu czołgi niemieckie. O godz. 10.00 wraz z 3 puł. bateria wycofała się do wsi Poręba na zachód od Zawiercia. Ok. godz.14.00 baterie 1 i 2 zajęły stanowiska ogniowe w rejonie Koziegłowy, skąd szrapnelami ostrzelały niemiecki batalion piechoty na podstawach wyjściowych, zmuszając go do ucieczki. Niezwłocznie bateria 2/5 dak zajęła nowe stanowiska w rejonie Żarek do ognia na wprost. Obie baterie wspierały też, 5 psk broniący się we wsi Nadwarcie. Jeden z działonów ostrzelał niemiecki czołg, który wjechał na stanowiska 2 baterii. W rejon lasów na północny wschód od Zawiercia została skierowana 1 bateria do dyspozycji 8 puł., a w ślad za nią skierowano tabor żywnościowy dywizjonu i kolumnę amunicyjną. W trakcie przemieszczania się 1 baterii, pojedynczy niemiecki samolot, celnie zrzucił bombę na jeden z działonów, niszcząc go. Poległo 2 kanonierów, 3 zostało rannych, utracono 7 koni i armatę. Ok. godz. 16.00 bateria 3/5 dak zajęła nowe stanowiska we wsi Poręba i Niwki na zachód od Zawiercia skąd wspierała 3 puł., bateria 1/5 dak zajęła stanowiska w rejonie Zawiercie Nowe jako wsparcie 8 puł. Nocą 2/3 września przegrupowano Krakowską BK, wraz z 5 dak do rejonu lasu Pradła, gdzie baterie 1 i 3 zajęły stanowiska ogniowe, na zachód od wsi. Bateria 2/5 dak osłaniała wraz z 5 psk odwrót brygady opóźniała działania grup pościgowych nieprzyjaciela w rejon Pradła. W trakcie odwrotu w Kotowicach doszło do wzajemnego pomyłkowego ostrzelania 2 baterii i czołgów rozpoznawczych 51 dywizjonu pancernego.

#### Walki odwrotowe
3 września 2 bateria zajęła stanowiska ogniowe w Korczycach, skąd wspierała 5 psk, który opóźniał jednostki niemieckie od strony Żarek. W południe 1 bateria wraz z 8 puł. pomaszerowała poprzez Nakło do Szczekocin, celem uchwycenia przeprawy przez Pilicę. 1/5 dak zajęła stanowiska ogniowe w koło wsi Przybyszów. Wspierała ułanów w trakcie walk obronnych z oddziałami niemieckiej 2 D Lek. o miasto Szczekociny. Wieczorem 8 puł. wycofał się ze Szczekocin, w trakcie odwrotu 1 bateria została ostrzelana przez niemieckie samochody pancerne. Nastąpiło odłączenie 1 baterii od 5 dak. W trakcie walk oddziały niemieckie po południu wyparły 5 psk z Pradła, jednocześnie 2/5 dak została zmuszona do opuszczenia swoich stanowisk ogniowych, kolejne zajęła na wschód od Pradła przy szosie do Szczekocin. W tym rejonie jeden z działonów uszkodził niemiecki czołg, który przerwał się przez obronę strzelców konnych. 3/5 dak nie brała udziału w walce, jedynie jeden z działonów osłaniał jako broń ppanc. własne tabory i tabor brygady i wraz z nimi pomaszerował. Jednocześnie na skutek sprzecznych rozkazów z dowództwa 5 dak, 3 bateria utraciła kontakt z dywizjonem.
Nocą 3/4 września 2 bateria i dowództwo dywizjonu wykonały marsz do rejonu Zawady w kolumnie 3 puł., podczas przemarszu przez wieś Rokitno, tabory ułanów zaatakował patrol dwóch niemieckich samochodów pancernych. Odprzodkowane dwie armaty, ogniem na wprost zniszczyły oba samochody pancerne patrolu. Poniesiono straty w rannych artylerzystach. O świcie 4 września 2/5 dak przeprawiła się przez Pilicę pod Obiechowem i w południe zajęła stanowiska ogniowe koło Sędziszowa, z zadaniem wsparcia obrony 3 puł. Kolejnej nocy 4/5 września 2/5 dak wykonała przemarsz do Pińczowa, osiągając miasto ok. godz.10.00, tam baterię rozdzielono na plutony. I pluton jako wsparcie 5 psk  broniącego Pińczowa i linii rzeki Nidy, II pluton na północnym skraju miasta przy szosie na Kielce. Po południu I pluton stoczył walkę ostrzeliwując niemiecką piechotę i czołgi, które zmusił do odwrotu. Do 5 dak dołączył działon 3 baterii, który osłaniał kolumnę taborową. Po południu wsparł w walce 5 szwadron kolarzy i szwadron 4/3 puł. w rejonie wsi Brześć z niemieckim oddziałem pancerno-motorowym, podczas walki zniszczył niemiecki czołg lekki. Rozkazem dowództwa brygady 2/5 dak wycofała się wraz oddziałami Krakowskiej BK do lasów pod Bogucicami. Po odpoczynku, dalszym marszem 5 dak osiągnął ok. godz.17.00, Nidę i Wisłę i zabezpieczył mosty w Nowym Korczynie i Wiślicy. Most w na Wiśle w Nowym Korczynie zabezpieczał pluton z 2 baterii z działonem 3 baterii. Most na Nidzie w Wiślicy drugi pluton 2 baterii. Tego dnia 5 dak nie prowadził walki. Nocą 7/8 września i do południa 8 września oddziały Krakowskiej BK, przekroczyły Wisłę i zlikwidowały przyczółki. 5 dak skoncentrował się na postój w Borusowej. W trakcie postoju w Borusowej samochodowa kolumna armii dowiozła amunicję dla 5 dak. Po południu 8 września 5 dak wymaszerował do Szczucina, gdzie zajął stanowiska wraz z 5 psk, wydzielono pluton z 2/5 dak celem obsadzenia wspólnie z 3 puł. rejonu Zalesia. W Szczucinie dołączył do 5 dak pluton marszowy, którym uzupełniono braki dywizjonu. Nocnym marszem 8/9 września wraz z brygadą poprzez Borki, Gliny, Gawłuszowice, dotarto do Wisłoka, który przekroczono. Następnie Krakowska BK wraz 5 dak dotarła do Baranowa, gdzie 5 psk dozorował Wisłę, wraz z trzema armatami 5 dak, a 3 puł. zamykał rejon Skopanie, Dąbrowica z dwoma armatami 5 dak. 10 i 11 września 5 dak i brygada nie miały kontaktu bojowego z nieprzyjacielem, jednocześnie dołączyły do brygady i dywizjonu tabory.
Nocą 11/12 września Krakowska BK wraz 5 dak wycofała się na południe od Tarnobrzega, osiągając rano rejon Jeziorko, Grębów. W trakcie marszu 5 dak był ostrzeliwany przez dywersantów. 2/5 dak bez działonu została przydzielona do 5 psk w Mokrzyszowie, oba działony 2 i 3 baterii przydzielono do 3 puł. w Tarnowskiej Woli. 12 września rejon Tarnowskiej Woli był ostrzeliwany przez artylerię niemiecką. Nocą 12/13 września przekroczono rzekę San w rejonie Rozwadowa i rano 13 września osiągnięto rejon wsi Lipa. Tu dołączyła 3 bateria z częścią kolumny amunicyjnej. Kolumna amunicyjna na lewym brzegu Wisły była dwukrotnie atakowana przez niemieckie czołgi, utraciła 26 kanonierów poległych, rannych i w niewoli i 37 koni. Poległo również dwóch oficerów przebywających przy kolumnie amunicyjnej i 3 baterii por. Władysław Kajzer i ppor. rez. Piotrowski.

#### Udział w bitwie pod Tomaszowem Lubelskim
Nocnym marszem udano się przez Zaklików i Modliborzyce do Janowa Lubelskiego. Z uwagi na silne zbombardowanie Janowa i pożar miasta, 5 dak przemieścił się do wsi Rataj Ordynacki na północ od miasta. Nocą 14/15 września 5 dak przemieszczał się przez Frampol, Biłgoraj do Majdanu. Na skrzyżowaniu dróg w rejonie Majdanu Nowego, który znajdował się pod ostrzałem artylerii niemieckiej, pocisk niemiecki trafił w jaszcz kolumny amunicyjnej, w wyniku czego wybuch zabił 2 lub 3 kanonierów jadących na nim oraz 3 konie. 3 bateria wspólnie z 3 p uł. zajęła obronę na rzece Tanew na odcinku Zanie-Króle Stare. 2 bateria z 5 psk stała w odwodzie w lesie na wschód od Korczowa. 15 września o godz. 22.00 przy wsparciu działonu z 3 baterii zniszczono niemiecki czołg na przedmieściach Tarnogrodu, a ulani z 3 pułku uderzyli w nocnym ataku na miasto. Walkę ich wspierała reszta 3 baterii prowadząc ostrzał bronionych przez nieprzyjaciela budynków. Niemiecki kontratak zepchnął 3 puł. i 3/5 dak na północny skraj miasta, wobec braku sukcesu po godz. 1.00 16 września ułani i 3 bateria wycofały się za Tanew. Krakowska BK od rana 16 września broniła linii Tanwi i skraju Puszczy Solskiej do Korczowa. Ok. godz. 11.00 2 bateria wzięła udział w odparciu natarcia niemieckiej 8 DP na Biłgoraj. 3 bateria ostrzeliwał niemieckie pododdziały które przeprawiły się na południowy brzeg Tanwi. Zaobserwowana z punktów obserwacyjnych, kolumna samochodów cystern z benzyną, która zatrzymała się we wsi Piaski, została ostrzelana ześrodkowaniem ogniowym 5 dak. Większość pojazdów spłonęła. Niemieckie natarcie zepchnęło 5 psk z rejonu Korczowa pomimo wsparcia 2/5 dak. Przeprowadzony o godz.15.00 kontratak 5 psk i 204 pułku piechoty, wparty ostrzałem 2 i 3 baterii 5 dak odrzucił niemiecką piechotę na linię Sól, Dereźnia.
Nocą 16/17 września 5 dak rozpoczął odwrót poprzez Wolaniny, Bukowiec, stacja kolejowa Tereszpol Wąski, Szozdy, Malowany Most, Obrocz, Kosobudy. Z uwagi na zmęczenie ludzi i koni, zmniejszono tabory i uzupełniono zaprzęgi poprzez likwidację pustych jaszczy. Rano 17 września 5 psk wsparty 2/5 dak zajął obronę w rejonie Kosobudy-Lipsko, za nimi w II rzucie 3 puł. z 3/5 dak. Nocnym marszem 17/18 września poprzez Adamów, Potoczek, Suchowolę, Hutków, Majdan Wielki dotarła 2 bateria z 5 psk dotarła do celu. Jadąca za nimi, po bezdrożach 3 bateria wraz z 3 puł., ze względu na skrajne zmęczenie zatrzymała się w Szarowoli. W nocy 18/19 września bateria 3/5 dak wraz z 3 puł. wyruszyła na podstawy wyjściowe do natarcia na las na północ od Tomaszowa Lubelskiego. 3 puł. zmylił drogę i osiągnął szosę na Tomaszów Lubelski, koło wsi Rogoźno. Doszło do potyczki z udziałem armat 3/5 dak. Po osiągnięciu stanowisk wyjściowych podjęto natarcie, wśród zalegającej mgły, jednak z uwagi na okrążenie, 3 bateria i ułani znaleźli się pod silnym ostrzałem ze wszystkich stron, poniesiono od ostrzału broni strzeleckiej duże straty w obsługach armat i koniach. Stoczono walkę z pojawiającymi się czołgami, z których dwa zniszczyła 3 bateria. Na polu walki z braku koni i obsług pozostawiono armaty, a resztki osobowe 3 baterii, w sile 2 oficerów i 11 kanonierów przebiły się w rejon wzg.318 i dołączyły do 11 pułku piechoty. O świcie 19 września do walki przystąpiła 2/5 dak wspierająca 5 psk, ostrzał 2 baterii dopomógł strzelcom konnym w opanowaniu lasu na południowy wschód od Pańków. Stanowiska 5 psk zostały ostrzelane przez czołgi niemieckie, jeden z działonów 2 baterii unieruchomił dwa czołgi niemieckie, strzałami z odległości 2 km. W trakcie walki jedna z armat uległa uszkodzeniu i pozostawiono ją. Na rozkaz dowódcy brygady, 2/5 dak została wycofana nad rzekę Wieprz, skąd ostrzeliwała oddziały niemieckie na północnym brzegu rzeki. Doszło do pojedynku ogniowego z artyleria niemiecką w wyniku czego jeden z działonów został bezpośrednio trafiony pociskiem, Co w efekcie spowodowało, że jeden kanonier poległ, pięciu zostało rannych, w tym oficer i podoficer ciężko. Ok. godz.17.00 natarcie podjął 5 psk, ze słabym wsparciem dwóch armat 2 baterii. Natarcie strzelców konnych, załamało się w ogniu broni maszynowej i artylerii niemieckiej. Na punkcie obserwacyjnym 2 baterii po trafieniu w niego pociskiem, poległ kpt. Jan Stradomski i kanonier, 2 innych zostało rannych. Dowództwo 2 baterii objął por. Władysław Machnikowski. Krakowska BK przeszła do obrony we wsi Pańków i pobliskim lesie. Po wdarciu się do lasu piechoty niemieckiej z żołnierzy 5 dak i przygodnie podporządkowanych strzelców, ppłk Jan Witkowski poprowadził kontratak, zmuszając oddział niemiecki do odwrotu. Nocą 19/20 września pozostałość Krakowskiej BK podjęła próbę przebicia się pod Majdanem Wielkim za Wieprz. Próba przebicia się, nie powiodła się, oddziały brygady, w tym resztki 5 dak wycofały się do lasu koło Ulowa. Ze względu na całkowite otoczenie, wielką ilość rannych i braki w amunicji, 20 września na rozkaz gen. Piaseckiego resztki 5 dak zniszczyły i ukryły broń oraz skapitulowały.

#### 1 bateria 5 dak
Po walkach w rejonie Szczekocin 1 bateria wraz z 8 puł. odskoczyły na północny wschód od miasta bez łącznością z Krakowską BK. W nocy 3/4 września dowódca 8 puł. wydał rozkaz do odmarszu w kierunku Jędrzejowa. Z uwagi na zbliżanie się oddziałów niemieckich 8 puł. z 1/5 dak dokonał odskoku do wsi Brzegi, które osiągnięto 4 września w południe. 5 września 1/5 dak z 8 puł. dotarł do Wilkowa, na południe od Kielc, nie nawiązano łączności z obroną rejonu Kielc płk. dypl. Kazimierza Glabisza, lecz udano się do rejonu Krynki-Brody. 6 września po skontaktowaniu się z dowództwem 12 Dywizji Piechoty, do osłony transportów tej dywizji wydzielono dywizjon ułanów z plutonem 1 baterii. Dywizjon bronił linii rzeki Kamienna na południe od Wierzbnika, stoczył kilka potyczek z niemieckimi patrolami. 7 września pluton 1 baterii wraz z dywizjonem ułanów podjął marsz w ślad za pozostałą częścią 1 baterii i 8 puł. przez Iłżę w kierunku Solca. W rejonie Jaworowa Sołeckiego pluton 1 baterii został zaatakowany przez lotnictwo niemieckie. Poniósł on duże straty osobowe, w koniach i sprzęcie, utracił on dwie armaty. 7 września w południe pozostałość 1/5 dak wraz z częścią 8 puł. dotarła do Solca i przeprawy mostowej, po krótkim okresie osłony przedmościa 8 puł. i pozostałość 1/5 dak odmaszerowały do Opola. W Opolu do 1 baterii, dołączyły resztki plutonu bez armat, wcześniej przydzielonego do dywizjonu ułanów. Po odpoczynku w dniach 12-14 września, 1 bateria w składzie jednego działonu wspierała 8 puł.na linii Wisły w rejonie Annopola, ze stanowiska w miejscowości Gościeradów. Nocą 14/15 września resztki 1 baterii z ułanami przybyły do Kraśnika, skąd po marszu poprzez Chełm Lubelski 17 września osiągnęły rejon Rejowca. W Rejowcu 8 puł. i pozostałość 1/5 dak weszły w skład Kombinowanej Brygady Kawalerii płk. Adama Zakrzewskiego. Wraz z nią dotarła 20 września do Kazimierzówki. Prawdopodobnie pozostałość 1 baterii z armatą uczestniczyła w walkach i przemarszach 8 puł.. Nocą 20/21 września dotarła do Czartowca, gdzie być może uczestniczyła w walce w pobliżu tej wsi. 22 września poprzez Komarów Górny, las Księżostany i lasy majątku Łabunie dotarła rano 23 września do Majdanu Ruszowskiego. Następnie przedzierano się przez Bożą Wolę, Suchowolę do Jacni, gdzie doszło do walki 8 puł. i prawdopodobnie pozostałości 1 baterii 5 dak z niemiecką 68 DP. Po walce bateria została rozwiązana, a żołnierze przedzierali się za pierścień okrążenia wojsk niemieckich i sowieckich.

### Oddział Zbierania Nadwyżek 5 dak
Po zmobilizowaniu 5 dak i wyjściu z garnizonu, w koszarach w Oświęcimiu pozostały nadwyżki osobowe i koni. Dowództwo nad nadwyżkami objął kpt. Franciszek Jaglarz. Z chwilą ogłoszenia mobilizacji powszechnej zmobilizowano plutony marszowe dla 5 dak i 7 dak. Gotowość marszową osiągnęły już 2 września. Oba plutony marszowe wymaszerowały w nocy 2/3 września z Oświęcimia pod dowództwem kpt. Witolda Zajączkowskiego, celem dołączenia do 5 dak. Do transportu OZN 5 dak nie przysłano transportu kolejowego, z uwagi na powyższe kpt. Franciszek Jaglarz przy pomocy oficerów i kanonierów Oddziału, zebrał wagony i lokomotywę i sformował skład ewakuacyjny. Po załadowaniu żołnierzy, sprzętu i mienia oraz koni, po północy 3 września transport wyjechał trasą Zator, Spytkowice, Skawina. 4 września transport osiągnął stację Bonarka koło Krakowa, gdzie był niecelnie bombardowany przez niemieckie samoloty. Z uwagi na zatłoczenie torów rano 6 września transport dojechał do Tarnowa. Celem ominięcia powstałego za Tarnowem zatoru, z transportu wyładowano żołnierzy, konie i część sprzętu i pomaszerowano do Dębicy, do ochrony pozostawionego mienia, pozostało 30 żołnierzy. 7 września po załadunku do dostępnych wagonów, transport pojechał przez Rozwadów, Kraśnik do Lublina, który osiągnął rano 9 września. Transport OZN 5 dak został zbombardowany, rannych zostało kilku żołnierzy, w południe wyruszył w dalszą podróż, grupa kryjących się przed nalotem żołnierzy, nie zdążyła załadować się do wagonów i pozostała w okolicach dworca. 10 września o godz. 4.00 transport dotarł do koszar 3 pułku artylerii lekkiej Legionów, gdzie organizował się Ośrodek Zapasowy Artylerii Konnej nr 2. Poza grupą żołnierzy do rozładunku zapasów z wagonów, pozostali żołnierze zostali skierowani do okolicznych wsi, z uwagi na zagrożenie bombardowaniami. Kpt. Franciszek Jaglarz objął dowództwo baterii typu A Ośrodka. Pozostali żołnierze weszli w skład baterii i plutonów Ośrodka, zgodnie ze swoimi specjalnościami. Dalsze losy OZN 5 dak związane są z losami OZAK nr 2.

### Obsada personalna we wrześniu 1939
Dowództwo
- dowódca - ppłk Jan Kanty Witowski
- adiutant - por. Władysław Machnikowski
- oficer zwiadowczy - ppor. Stanisław Rudnicki
- oficer obserwacyjny - por. rez. Jan Anioła
- oficer łączności - por. Władysław Kajzer
- oficer łącznikowy - ppor. rez. Telesfor Spławski
- oficer żywnościowy - chor. Stanisław Maciejasz
- oficer płatnik - kpt. int. Jan Konopka
- oficer broni - ppor. rez. Franciszek Niedźwiedzki
- lekarz - por. lek. Antoni Kostarczyk
- lekarz weterynarii - mjr lek. wet. Julian Zygmunt Markowski[a]
- dowódca kolumny amunicyjnej - por. rez. Jan Adamczyk

1 bateria
- dowódca - kpt. art. Stanisław Jan Dąbrowski †1940 Charków
- oficer zwiadowczy - ppor. rez. Wacław Leśkiewicz
- oficer ogniowy - por. Stanisław Brzoza-Brzezina
- dowódca I plutonu - ppor. Kazimierz Koziorowski
- dowódca II plutonu - ppor. rez. Perchoł

2 bateria
- dowódca - kpt. Jan Stradomski (do+ 19 IX 1939), por. Władysław Machnikowski[34]
- oficer zwiadowczy - ppor. rez. Gustaw Potworowski
- oficer ogniowy - por. Józef Frączek
- dowódca I plutonu - ppor. rez. Tadeusz Rozwadowski
- dowódca II plutonu - ppor. rez. Stanisław Gabrych

3 bateria
- dowódca - kpt. Wacław Górecki
- oficer zwiadowczy - ppor. rez. Alfred Wielopolski
- oficer ogniowy - ppor. Bronisław Ciszkiewicz
- dowódca I plutonu - ppor. Sergiusz Lohman
- dowódca II plutonu - ppor. rez. Tadeusz Halecki

## Symbole dywizjonu
Sztandar
29 maja 1938 na Błoniach Krakowskich gen. dyw. Juliusz Rómmel wręczył jednostce sztandar ufundowany przez społeczeństwo Oświęcimia. Nadanie sztandaru i zatwierdzenie jego wzoru ujęte zostało w Dzienniku Rozkazów MSWojsk. z 5 maja 1938 nr 6 poz 62. 

Sztandar został wykonany zgodnie z wzorem określonym w Dekrecie Prezydenta Rzeczypospolitej Polskiej z 24 listopada 1937 o znakach wojska i marynarki wojennej  opublikowanym w Dzienniku Ustaw Rzeczypospolitej Polskiej nr 5 z 28 stycznia 1938.
Na prawej stronie płata znajdował się amarantowy krzyż, w środku którego wyhaftowano orła w wieńcu z wawrzynu. Na białych polach, pomiędzy ramionami krzyża, znajdowały się cyfry 5 w mniejszych wieńcach z wawrzynu.
Odznaka pamiątkowa
Od 20 maja 1922 oficerom i żołnierzom mogły być nadawane odznaki pamiątkowe artylerii konnej, wspólne dla wszystkich dywizjonów. Odznaka miała kształt krzyża maltańskiego o ramionach pokrytych emalią białą z pozłacanymi datami 1809 i 1918. Na środek krzyża nałożony został orzeł srebrny, oksydowany, w koronie pozłacanej, trzymający w szponach pozłacane, skrzyżowane lufy armatnie z gorejącą bombą. Pod lufami proporczyk emaliowany artylerii konnej, czarno-amarantowy (od 1926 czarno-szkarłatny).
Barwy artylerzystów konnych
| Osobne artykuły: Barwy jednostek kawalerii i barwy broni i służb Wojska Polskiego . |                                                                         |
| Grafika                                                                             | Opis                                                                    |
|                                                                                     | Łapka ciemnozielona, wypustka karmazynowa                               |
|                                                                                     | Od 14 lipca 1920 proporczyk czarno-amarantowy                           |
|                                                                                     | Od 4 sierpnia 1927 proporczyk czarno-szkarłatny                         |
|                                                                                     | Otok na czapkach – czarny (oficerowie aksamitny, szeregowi sukienny)    |
|                                                                                     | Spodnie długie ciemnogranatowe, lampasy amarantowe, wypustka amarantowa |
| Naramiennik                                                                         | numer porządkowy dywizjonu „5”                                          |

Żurawiejki
| Osobny artykuł: Żurawiejka .                                              |                        |
| Jam koszary dawniej miał                                                  | kiedy Papa o mnie dbał |
| po każdej zwrotce: Lance do boju, szable w dłoń bolszewika goń, goń, goń! |                        |

## Kadra dywizjonu
Dowódcy dywizjonu

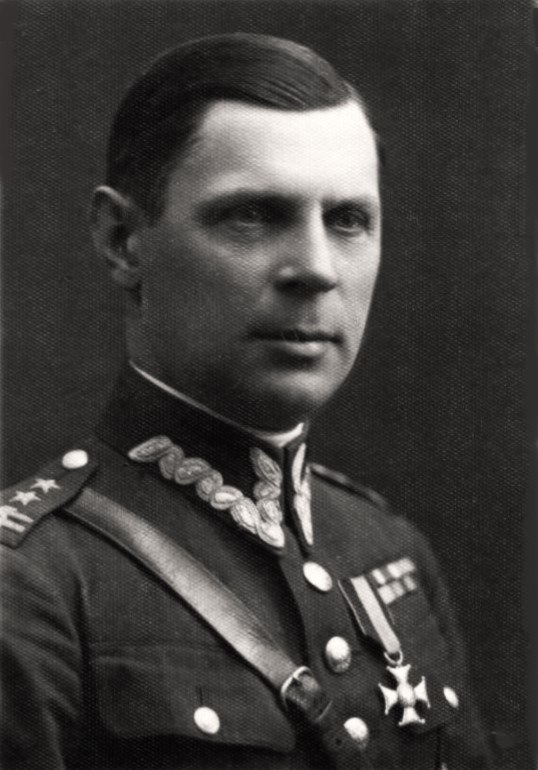
Ludomir Kryński

- kpt. art. Józef Klukowski[45] (od VI 1919[46])
- mjr art. Gustaw Kiwerski (od X 1920[47])
- ppłk art. Alojzy Tadeusz Schuster (1 XII 1922 – I 1928[48])
- ppłk art. Leonard Lubański (III 1928[49] – XII 1930[50])
- ppłk art. Ludomir Kryński (XII 1930[50] – XI 1935)
- ppłk art. Karol Pasternak (XI 1935 – XII 1938)
- ppłk art. Jan Kanty Witowski (XII 1938 – IX 1939)

Oficerowie i żołnierze dywizjonu

### Kawalerowie Virtuti Militari
Żołnierze pułku odznaczeni Krzyżem Srebrnym Orderu Wojennego Virtuti Militari

Trąbka 1 baterii
por. Zygmunt Bohdanowski
kpr. Henryk Dąbrowski
kpt. Ludomir Kryński
bomb. Jan Kryszkiewicz
plut. Tadeusz Malinowski
kpr. Walenty Nowak
por. Witold Płotnicki
wchm. Stefan Siwiec
kpr. Władysław Stępniewski
wchm. Tadeusz Szymański
ppor. Jan Ślósarski
plut. Feliks Winiarczyk

### Żołnierze dywizjonu – ofiary zbrodni katyńskiej
Biogramy zamordowanych znajdują się na stronie internetowej Muzeum Katyńskiego
| Nazwisko i imię               | stopień                    | zawód              | miejsce pracy przed mobilizacją | zamordowany |
| ----------------------------- | -------------------------- | ------------------ | ------------------------------- | ----------- |
| Murawski Tadeusz              | podporucznik rezerwy       | lekarz weterynarii |                                 | Katyń       |
| Dąbrowski Stanisław Jan       | kapitan                    | żołnierz zawodowy  |                                 | Charków     |
| Fusiecki Tadeusz              | podporucznik rezerwy       | urzędnik           |                                 | Charków     |
| Koziebrodzki Zdzisław         | podporucznik rezerwy       |                    |                                 | Charków     |
| Koziorowski Kazimierz Ludomir | podporucznik               | żołnierz zawodowy  |                                 | Charków     |
| Maciąg Adam                   | ogniomistrz pchor. rezerwy | lekarz             |                                 | Charków     |
| Żyromski Antoni               | kapitan                    | żołnierz zawodowy  |                                 | Charków     |